# Fleur Bennett
Fleur Allison Bennett (St. Ives, Cornwall, Anglia, 1970. június 18. –) brit színésznő.

## Élete
1970. június 18-án született a cornwalli St. Ives-ben. Gyerekkorában Flower-nak vagy Fleurpops-nak szólították. Szülővárosa gimnáziumába járt, majd a Camborne Főiskolába járt. Első színházi tapasztalatát a crouch hill-i (londoni) Mountview Színművészeti Iskolában szerezte. Emellett a londoni Guildhall Drámaiskolába is járt.
A Foglalkoznak már önnel? című sorozat spin-offjában, a Haszonlesőkben futott be, melyben 1992 és 1993 között szerepelt Mavis Mauterd szerepében. A sorozat után az 1994-es Nelson oszlopában (Nelson's Column) játszott, majd 1995-ben a Cracker-ben. 1997-ben Laura Forester szerepét alakította a Rag Nymph című mini-sorozatban. 1997 és 1999 között Belinda Rhodes szerepében lehetett látni a Family Affairs című sorozatban. 1998-ban a Heartbeat című sorozatban vendégszerepelt.
Az elmúlt években főképp csak vendégszereplőként tűnt fel a képernyőn: 2001-ben a Kisvárosi gyilkosságok (Midsomer Murders) című sorozatban, 2002-ben a Baleseti sebészet-ben (Casualty) és 2005-ben a Down to Earth-ben.